# The Gadsden Times
The Gadsden Times es un periódico semanal que sirve a Gadsden, Alabama, y sus alrededores en el noreste de Alabama.

## Historia
The Gadsden Times era propiedad de Halifax Media Group. Antes de eso, el periódico era miembro del New York Times Regional Media Group, una subsidiaria de New York Times Company, a través de la entidad corporativa de NYT Holdings, Inc., una corporación de Alabama. The New York Times Company adquirió el Times en 1985 de la Public Welfare Foundation, una entidad benéfica. El Times había sido donado a esa fundación por su propietario Edward Marsh, junto con otros periódicos de su propiedad, antes de su muerte en 1964.
En 2015, Halifax fue adquirida por New Media Investment Group, y en noviembre de 2019, New Media se fusionó con Gannett.
De los 25 diarios publicados en Alabama, The Gadsden Times tiene la novena circulación diaria más alta. Ha recibido varios premios a lo largo de los años de grupos periodísticos del área, como la Asociación de Prensa de Alabama, la Asociación de Escritores Deportivos de Alabama y los Editores Gerentes de Prensa Asociada de Alabama.
El sitio web de The Gadsden Times brinda cobertura de noticias locales, así como también foros locales y páginas de estilo de vida. Además de sus oficinas editoriales en Gadsden, mantiene una oficina en la capital del estado en Montgomery.